# Ginevra Colonna

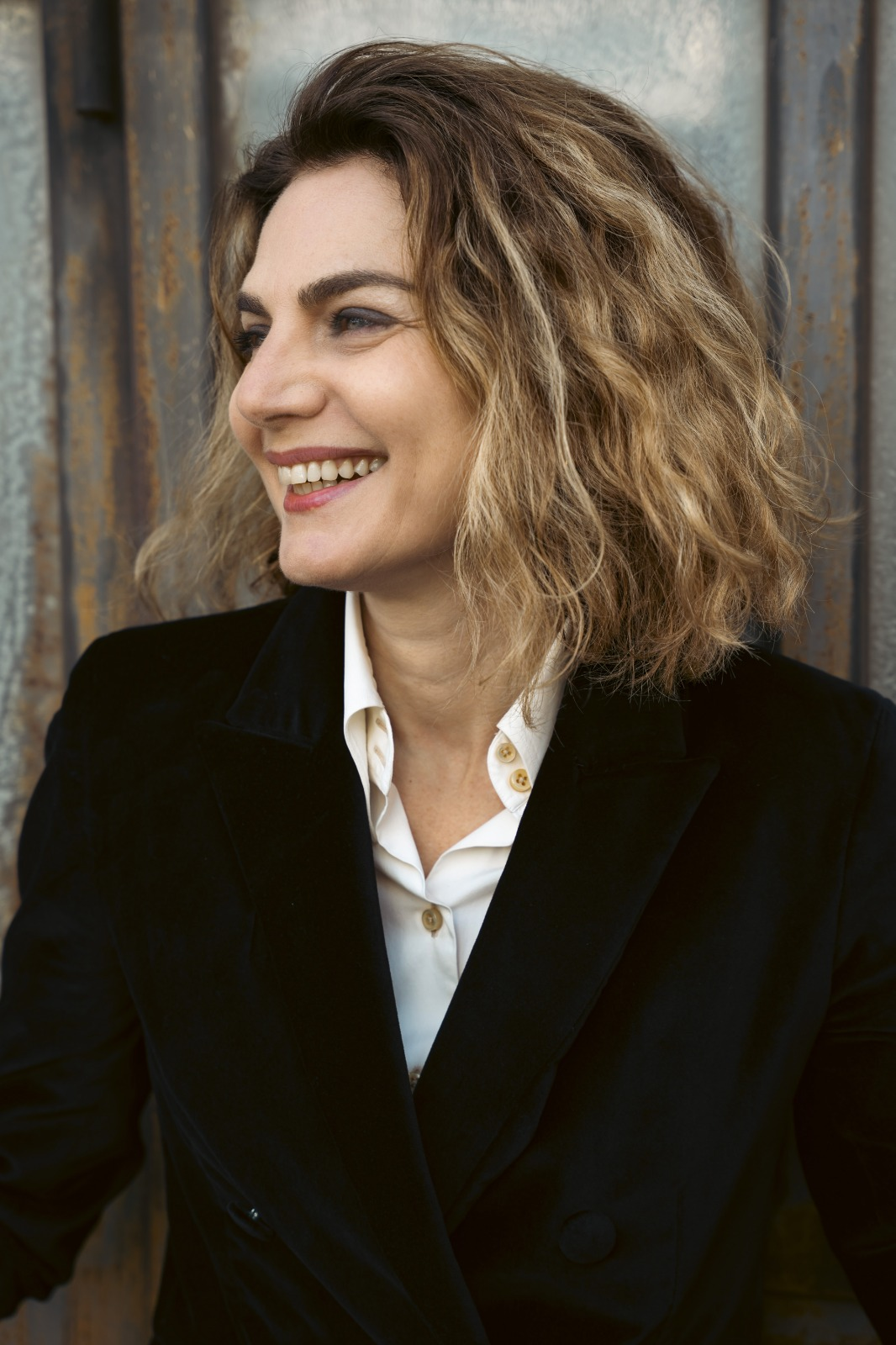
Ginevra Colonna, 2025

Ginevra Colonna (Firenze, 8 giugno 1971) è un'attrice italiana.

## Biografia
Ginevra Colonna esordisce sul grande schermo nel 1992 con Quattro figli unici di Fulvio Wetzl. Molti i registi con cui ha lavorato: Claudio Caligari Paolo Virzì, Marco Bellocchio, Maurizio Ponzi, Gabriele Muccino, con il quale gira anche la campagna pubblicitaria di Nescafé Red Cup. Nel 2001 è protagonista del film Suor Sorriso, scritto da Francesca Terrenato e diretto da Roger Deutsch, in cui interpreta la controversa figura di Jeanine Deckers aka Sœur Sourire.
È nel cast di molte serie televisive, tra cui Distretto di Polizia, Carabinieri, Don Matteo e Via Zanardi, 33, personaggio fisso nel ruolo di Bea e tra le protagoniste de Il bello delle donne, nel ruolo di Irma Parodi, per la regia, tra gli altri, di Maurizio Ponzi, con cui gira anche la serie TV E poi c'è Filippo e il film A luci spente (2004), in cui interpreta il ruolo di Ester.
È impegnata nella difesa delle donne vittime di violenza con l'associazione 1522.
Dopo anni di lontananza dai set, riprende la carriera nel 2022 col film Enea, diretto da Pietro Castellitto e prodotto da The Apartment.

## Filmografia

### Cinema
- Quattro figli unici, regia di Fulvio Wetzl (1992)
- Furto con destrezza - cortometraggio, regia di Francesco Falaschi (1995)
- Ottantanni di intolerance - cortometraggio, regia di Marco Puccioni (1996)
- M.D.C. Maschera di cera, regia di Sergio Stivaletti (1996)
- Marquise, regia di Vera Belmont (1997)
- Ovosodo, regia di Paolo Virzì (1997)
- Ecco fatto, regia di Gabriele Muccino (1998)
- L'odore della notte, regia di Claudio Caligari (1998)
- Sospesa sul mondo di sotto - cortometraggio, regia di Barbara Nava (1998)
- La balia, regia di Marco Bellocchio (1999)
- La spiaggia, regia di Mauro Cappelloni (1999)
- Un delitto impossibilie, regia di Antonello Grimaldi (2000)
- Suspension- cortometraggio, regia di Davide Dapporto (2001)
- Suor Sorriso, regia di Roger Deutsch (2001)
- Acting/Out - cortometraggio, regia di Davide Dapporto e Edoardo Iannini (2001)
- A luci spente, regia di Maurizio Ponzi (2004)
- Enea, regia di Pietro Castellitto (2024)
- Dahlia, - cortometraggio regia di Giorgia Corradetti (2025)
- La fabbrica di Salomé, regia di Claudio Sestieri (2025)

### Televisione
- Stato di grazia. Regia di Giovanni Ribet (1997)
- Cronaca nera - serie TV (episodio "Delitti al Torraccio"), regia di Gianluigi Calderone (1998)
- Nescafé Red Cup - pubblicità. Regia di Gabriele Muccino (1999-2001)
- Distretto di Polizia – serie TV, episodio 1x20. Regia di Renato De Maria (2000)
- Via Zanardi, 33. Regia di Antonello De Leo e Andrea Serafini (2001)
- Una donna per amico 3 - serie TV "Tutto o niente", regia di Alberto Manni (2001)
- Carabinieri - serie TV "Fuochi", regia di Raffaele Mertes (2001)
- Il bello delle donne 2 e 3 – serie TV. Regia Maurizio Ponzi (2002-2003)
- E poi c'è Filippo - serie TV "La confessione". Regia Maurizio Ponzi (2004)
- Il Grande Torino - miniserie TV. Regia Massimo Bonivento (2005)
- Montagna Serena. Regia di Roberto Marafante e Andrea Tombini (2005)
- Una famiglia in giallo – serie TV "Biscotti al veleno". Regia di Alberto Simone (2005)
- Don Matteo 5 – serie TV, episodio 5x12 "Il sogno spezzato". Regia di Elisabetta  Marchetti (2006)
- Distretto di Polizia 6, regia di Antonello Grimaldi - serie TV, episodio 6x10 (2006)
- Le ragazze di San Frediano – miniserie TV (2007). Regia di Vittorio Sindoni